# Szczerba (Tatry)
Szczerba – przełęcz w masywie Giewontu w Tatrach Zachodnich oddzielająca jego główny szczyt Wielki Giewont (1894 m n.p.m.) od grani Długiego Giewontu. Przełęcz leży na wysokości 1810 m (według wcześniejszych pomiarów 1823 m), jest więc o 84 m niższa od głównego szczytu, na którym stoi krzyż na Giewoncie i który znajduje się na wschód od niego. Tuż za Szczerbą, w grani Długiego Giewontu znajduje się jej najwyższa kulminacja (1867 m), odległa w prostej linii ok. 320 m od krzyża.

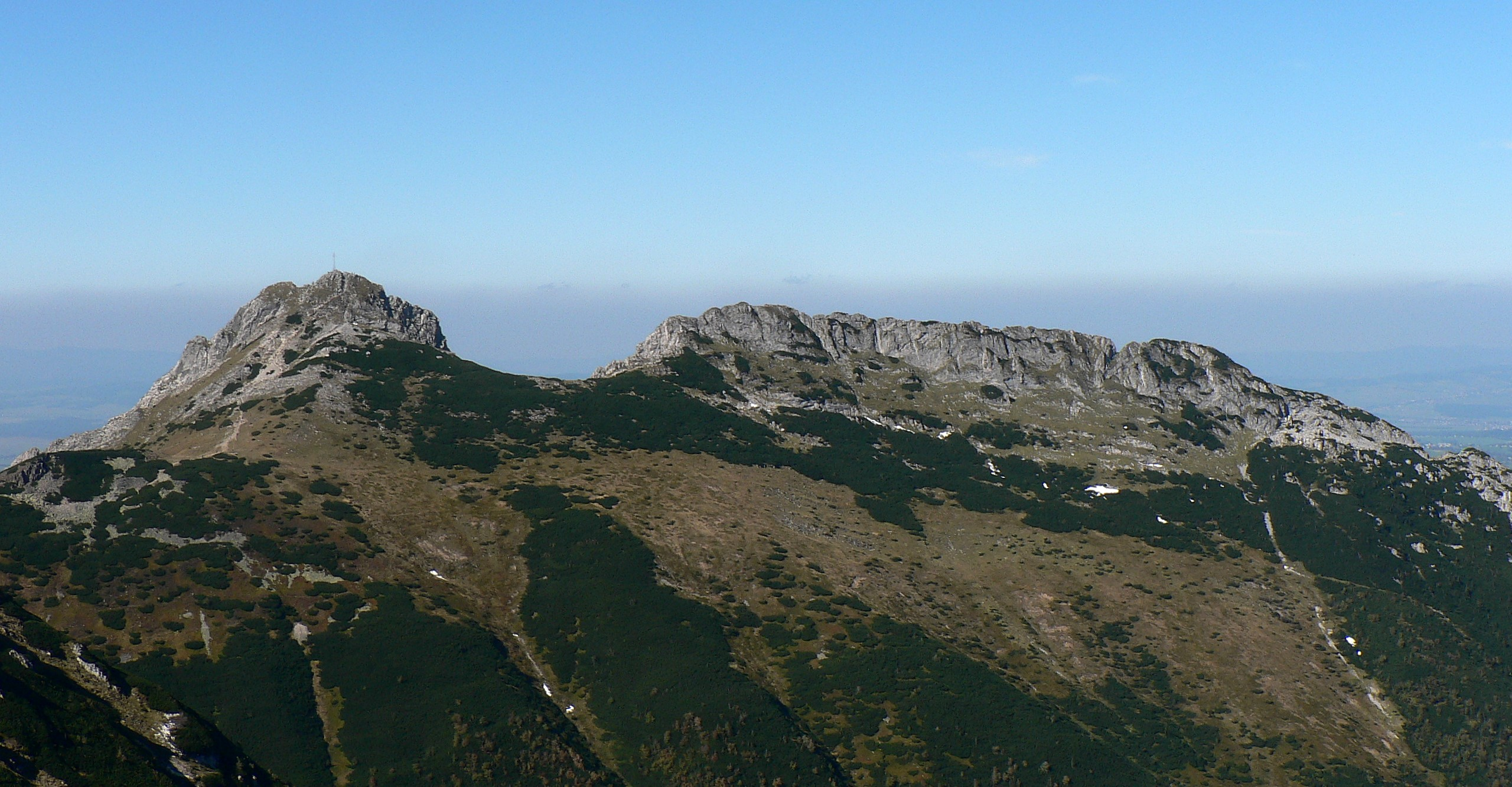
Wielki Giewont, Szczerba i Długi Giewont z Przełęczy pod Kopą Kondracką

Grań, w której znajduje się Szczerba, jest rozdwojona, w środku znajduje się podłużny rów grzbietowy o głębokości ok. 5 m. Grzbiet ograniczający rów od południa jest wyższy od grzbietu po stronie północnej. Przełęcz zbudowana jest z wapieni i dolomitów górnej jury serii wierchowej, których warstwy są niemal pionowo ułożone (przechylone o ok. 80 stopni na południe). Na północną stronę, do Małej Dolinki opada bardzo stromy Żleb Szczerby o względnej wysokości ok. 500 m. Próby zejścia nim już nieraz skończyły się tragicznie. Od strony południowej zbocza opadające do Doliny Kondratowej są znacznie łagodniejsze, przełęcz jest z tej strony łatwo dostępna, jakkolwiek wejście na nią jest nielegalne (nie znajduje się na obszarze przeznaczonym do uprawiania taternictwa). Jej podwierzchołkowa część to tzw. Wielki Upłaz. Poniżej niego, na osi przełęczy znajduje się Koński Żleb.
W Szczerbie znajduje się jaskinia Dziura w Szczerbie I, a w jej pobliżu, od strony Doliny Kondratowej, jaskinie: Studnia w Giewoncie i Ruda Nyża.
Szczerba jest wzmiankowana w wierszu Adama Asnyka „Giewont” („Zawieszając księżyc w swojej szczerbie, jakby srebrną Leliwę miał w herbie”).
Przez przełęcz nie prowadzi żaden szlak turystyczny.